# Фул медамес
Фул медамес (фуль мидамесс, араб. فول مدمس‎, англ. ful midamess) — национальное блюдо в кухне многих арабских стран (египетской, ливанской, сирийской), традиционно подаваемое к столу на завтрак. Это варёные на медленном огне бобы (Vicia faba), которые могут быть приправлены чесноком, лимонным соком и оливковым маслом. Благодаря дешевизне и питательности ингредиентов фул с древности является важной частью рациона простого населения.
Из-за большого количества белка в бобах фул — тяжёлое блюдо для пищеварения. Именно поэтому его едят на завтрак или, в крайнем случае, на обед. Существует даже сирийская поговорка «Фул — завтрак принца, обед бедняка и ужин осла». Также в Сирии популярен вариант с добавлением свежих помидоров и петрушки, который легче усваивается и поэтому больше подходит для «европейского» желудка.

## История
В Египте существует легенда, согласно которой приготовление фула в Каире в средние века было сосредоточено вокруг городских бань. Огромные котлы с водой для бань подогревали на огне в течение всего дня. Дров было мало, так что топили даже мусором. К вечеру же, когда посетители бань расходились, а костры всё ещё продолжали тлеть, их ценное тепло использовали для приготовления фула: котлы наполняли бобами и оставляли вариться на всю ночь. К утру получалось огромное количество фула, и за ним приезжали посыльные со всех концов Каира, чтобы приобрести «оптовый» фул и доставить его своим хозяевам и в трактиры.